# 奈托波维奇农村居民点
奈托波维奇农村居民点（俄语：Найтоповичское сельское поселение）是俄罗斯联邦布良斯克州乌涅恰区所属的一个农村居民点。其下辖有11个居民点，行政中心为奈托波维奇。据2015年统计，该农村居民点的人口为1710人。